# خصم

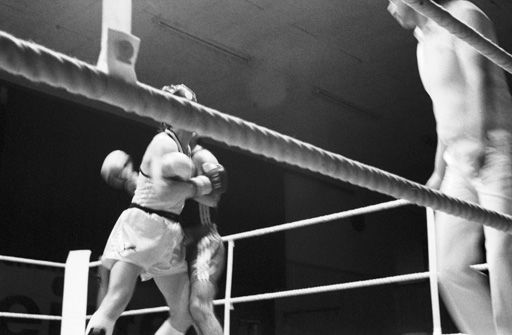

الخصم هو المنافس المقابل في قتال أو نزال أو منافسة.
الخصومة تستخدم في المجال التنافسي النزيه وهي أقل شدة من العداوة.
يُستخدم مصطلح الخصم في البطولات الرياضية، وكذلك في الدعاوي القضائية وفي المنافسات التجارية وغيرها.